# امدادگر

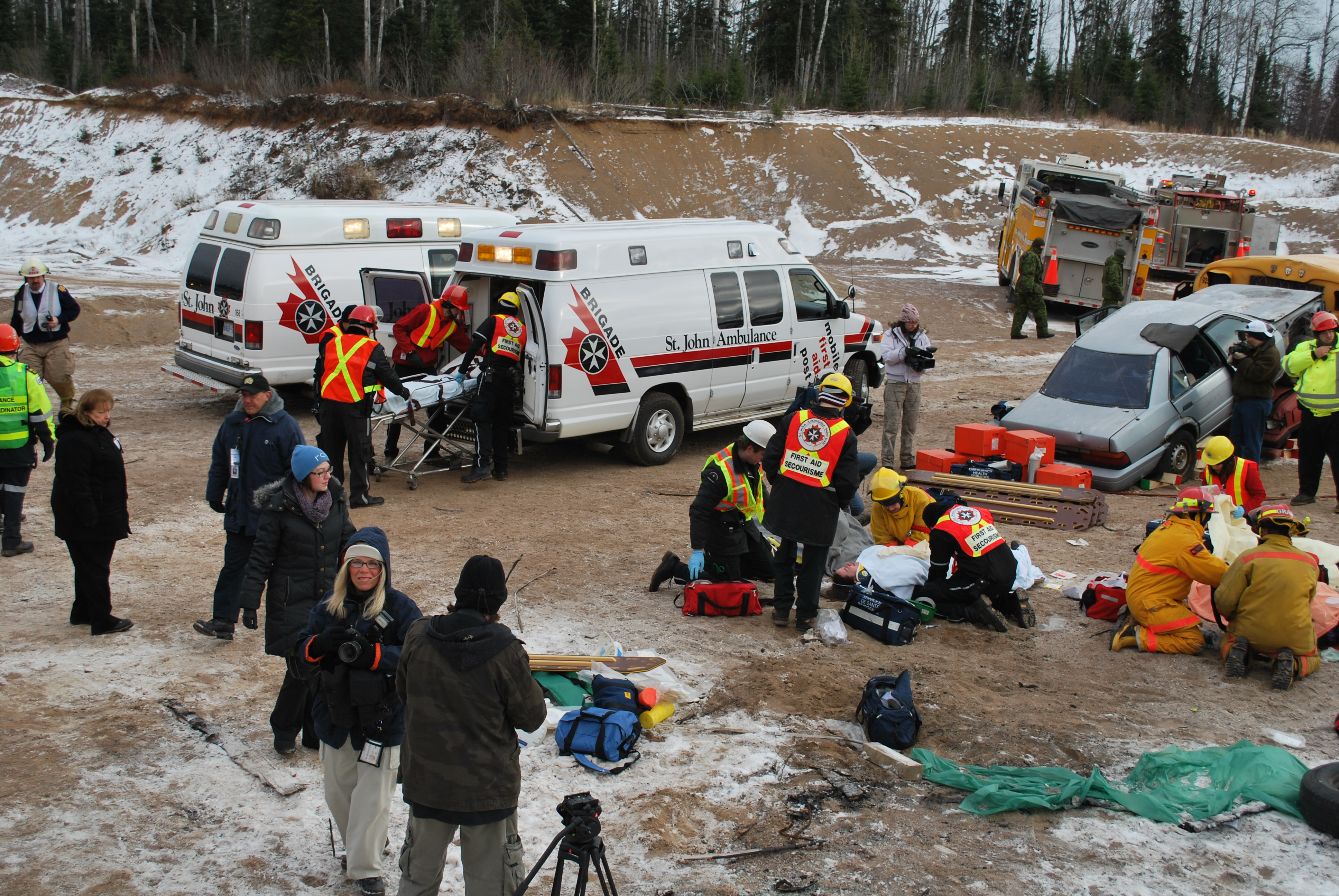
مانور گروهی امدادگران کانادایی در نزدیکی شهر انتاریو کانادا-۲۰۰۸

امدادگر یا نجاتگر ( aid worker/ relief worker) و (rescue worker) به شخصی گویند که دارای مهارت‌های مخصوصی در امور امدادسوانح، موقعیت‌یابی، جستجو، تثبیت، اقدامات پزشکی و انتقال مصدومین و قربانیان در سوانح و بلایای طبیعی یا دست‌ساز بشر می‌باشد. این افراد از آموزش‌های پیشرفته‌تری نسبت به یک فرد عادی که دوره‌های کمک‌های اولیه را گذرانده‌است، برخوردار شده‌اند ولی مهارت‌های پزشکی آنها در حد یک بهیار و حتی تکنسین فوریت‌های پزشکی نیست. این گروه افراد باید بتوانند در شرایط اضطراری احیای قلبی ریوی، استفاده از دستگاه الکتروشوک خودکار و بی‌تحرک‌سازی اندام‌های شکسته و از جا دررفته و حتی زایمان نوزاد را انجام دهند. امدادگر نام اطلاقی صرفاً یک گروه خاص از افراد نیست و حتی یک پلیس یا آتش‌نشان نیز می‌تواند در کنار مهارت‌های تخصصی شغل خود، عمل امدادگری را نیز متقبل شود.